# روکسی شهیدی
روکسی شهیدی، (به انگلیسی: Roxy Shahidi) (متولد شده با نام رخساره قوام‌شهیدی) یک بازیگر برتانیایی-ایرانی متولد کشور انگلیس می‌باشد.

## زندگی شخصی
قوام‌شهیدی از پدری ایرانی و مادری بریتانیایی متولد شد و در شهر والی رنج ، منچستر رشد کرد.وی از ۸ سالگی شروع به گیاهخواری کرد و در ۲۱ سالگی به وگانیسم روی آورد.وی با بازیگر آسیایی-بریتانیایی "آشر علی" ازدواج کرد.